# سیارک ۲۳۰۵۷
سیارک ۲۳۰۵۷ (به انگلیسی: 23057 Angelawilson، نامگذاری:1999XB45) بیست و سه هزار و پنجاه و هفتمین سیارک کشف شده‌است که در ۷ دسامبر ۱۹۹۹ کشف شد.
قدر مطلق سیارک برابر ۱۵٫۰ است.